# ميشيل دي رويتر
ميشيل أدرينزون دي رويتر (بالهولندية: Michiel Adriaenszoon de Ruyter) وهو أميرال هولندي ولد في يوم 24 مارس 1607 في مدينة فلسنكن في جمهورية هولندا، يعتبر دي رويتر واحد من أمهر الأميرالات في التاريخ الهولندي، وقد كان له دور قوي في الحروب الإنجليزية الهولندية حيث حارب ضد إنجلترا و فرنسا، وقد قاد هولندا للانتصار في الحرب الإنجليزية الهولندية الثانية ومنها معركة طريق مدواي، كان دي رويتر محبوب من قبل الملاحين والجنود وقد كانوا يلقبونه بالهولندية بيستفير Bestevaêr أي الجد أو الأب الأعلى، في أثناء الحرب الإنجليزية الهولندية الثالثة قتل في يوم 29 أبريل 1676.

## وصلات خارجية
- ميشيل دي رويتر على موقع الموسوعة البريطانية (الإنجليزية)
- http://www.entoen.nu/michielderuyter/ar